# Karyn Parsons
Karyn Parsons Rockwell (Los Angeles, 8 de Outubro de 1966) é uma atriz, modelo, empresária e produtora norte-americana. Ficou conhecida por interpretar a personagem Hillary Banks no sitcom The Fresh Prince of Bel-Air. Parsons também co-estrelou o filme Major Payne, de 1995, contracenando com Damon Wayans. Rockwell é seu sobrenome de casada.

## Biografia
Karyn Parsons nasceu em uma família multirracial de classe média da cidade de Los Angeles, no distrito de Hollywood, Califórnia, mas foi criada em Santa Mônica. É a filha única de Louise Hubert Parsons, que é negra, e de Kenneth B. Parsons, que é branco. Na infância já interessava-se por artes cênicas, e fazia teatro. Formou-se no Colégio Santa Monica High School. Ficou mundialmente famosa ao interpretar o papel de Hillary Banks, na série de TV The Fresh Prince of Bel-Air, entre os anos de 1990 e 1996. 

## Carreira

### 1987-1990
Os primeiros trabalhos mais conhecidos de Karyn foram na série de TV The Bronx Zoo, em 1987, onde ela participou de dois episódios. Em 1988, ela atuou pela primeira vez num filme. Karyn interpretou a personagem Brooke no filme trash  Death Spa. No mesmo ano, atuou ainda nas séries de TV Hunter e CBS Summer Playhouse.

### 1990-1996
Em 1990, Karyn começou a atuar na série de TV The Fresh Prince of Bel-Air, interpretando a personagem Hilary Violet Banks, mais conhecida como Hilary Banks. Seria um dos trabalhos mais notaveis de Karyn. Ela faria o papel até 1996, quando o seriado foi encerrado. Em 1992, Karyn Parsons participou dos seriados de TV Blossom e Out All Night (esses dois seriados tinham ligação direta com The Fresh Prince of Bel-Air). Nessas duas séries, Karyn também interpretou a sua famosa personagem Hilary Banks. Ainda em 1992, Karyn atuou no filme Class Act, interpretando a personagem Ellen. Em 1995, Karyn atuou no filme Major Payne, no papel de Emily Walburn, e atuou também num episódio da série de TV The John Larroquette Show, como a personagem Annie. Com o fim do seriado The Fresh Prince of Bel-Air, em 1996, Karyn deixou oficialmente de interpretar Hilary Banks. Ainda em 1996, atuou na minisérie Gulliver's Travels, no papel de Lady-in-Waiting, além de co-produzir e atuar na série de TV Lush Life, no papel de Margot Hines.

### 1997-1998
Após sair da série The Fresh Prince of Bel-Air, onde fez seu papel mais notável, Karyn não atuou muito. Em 1998, ela fez um filme independente chamado Mixing Nia, onde interpretou Nia.

### 1999-2002
Em 1999, Karyn voltou a atuar em grandes trabalhos. Ela particpou de episódios das séries Melrose Place, onde fez Jackie Zambrano, e Linc's, onde interpretou Elaine. Em 2000, Parsons atuou no filme The Ladies Man, no papel de Julie Simmons. Em 2001, ela participou da série The Job, onde fez o papel de Toni. Em 2002, Karyn atuou no filme 13 Moons, como Lily, e na série de TV Static Shock, como Tracy. Estes foram, até então, seus últimos trabalhos oficiais como atriz.

### 2003-presente
Desde 2002, Karyn Parsons não atua, apesar de ainda trabalhar como atriz. Mas, atualmente, ela dedica-se mais para produção de DVDs infantis e séries de TV. Seus trabalhos mais recentes, e que têm maior destaque, são, por enquanto, duas historinhas voltadas para educação infantil, que foram produzidas e lançadas em DVD pela Sweet Blackberry Presents (empresa criada pela própria Karyn em 2005), chamadas: The Journey of Henry Box Brown e Garrett's Gift.

## Vida Pessoal
Em 1982 iniciou um relacionamento amoroso com o ator Randy Brooks, nome artístico de Randolph Frederick Brooks. Em 1984 ficaram noivos, e em 1986 oficializaram a união. Após divergências conjugais, divorciaram-se em 1990. Após outros relacionamentos, iniciou em 2000 um relacionamento afetivo com o diretor e produtor cinematográfico Charles Alexandre Rockwell. Em 2002 foram morar juntos. Neste período a atriz descobriu estar grávida, e o casal oficializou a união em 8 de fevereiro de 2003, quando a atriz estava gestante de oito meses. O matrimônio foi realizado para convidados próximos, na ilha de Vieques, em Porto Rico. A comemoração se deu com uma festa na praia. Karyn tem um casal de filhos, nascidos de parto normal em Los Angeles: Lana Parsons Rockwell, nascida em março de 2003, e Nico Parsons Rockwell, nascido em maio de 2007. Desde o nascimento dos filhos seus trabalhos artísticos ficaram mais esporádicos, tendo que dividir seu tempo entre o marido, a casa e os filhos, além de administrar sozinha sua carreira de atriz, modelo, produtora e empresária. Desde 2010 Karyn vive com o marido e os filhos em uma mansão na pequena cidade de Westport, localizada na costa sul de Massachusetts.

## Filmografia

### Cinema
| Ano  | Título                 | Personagem    | Notas          |
| ---- | ---------------------- | ------------- | -------------- |
| 1989 | Death Spa              | Brooke        |                |
| 1992 | Class Act              | Ellen         |                |
| 1995 | Major Payne            | Emily Walburn |                |
| 1998 | Mixing Nia             | Nia           |                |
| 2000 | The Ladies Man         | Julie Simmons |                |
| 2002 | 13 Moons               | Lily          |                |
| 2017 | On Monday of Last Week | Tracy         | Curta-metragem |

### Televisão
| Ano       | Título                      | Personagem       | Notas         |
| --------- | --------------------------- | ---------------- | ------------- |
| 1987      | The Bronx Zoo               | Amelia           | 2 episódios   |
| 1988      | Hunter                      | Elizabeth Childs | 1 episódio    |
| 1988      | CBS Summer Playhouse        | Lynette          | 1 episódio    |
| 1990-1996 | The Fresh Prince of Bel-Air | Hilary Banks     | 146 episódios |
| 1992      | Blossom                     | Hilary Banks     | 1 episódio    |
| 1992      | Out All Night               | Hilary Banks     | 1 episódio    |
| 1995      | The John Larroquette Show   | Annie            | 1 episódio    |
| 1996      | Gulliver's Travels          | Lady-in-Waiting  | 1 episódio    |
| 1996      | Lush Life                   | Margot Hines     |               |
| 1999      | Melrose Place               | Jackie Zambrano  | 2 episódios   |
| 1999      | Linc's                      | Elaine           | 1 episódio    |
| 2001-2002 | The Job                     | Toni             |               |
| 2002      | Static Shock                | Tracy            | 1 episódio    |